# Віллі Камбвала
Ві́ллі Камбва́ла Нденгу́ші (англ. Willy Kambwala Ndengushi; нар. 25 серпня 2004, Кіншаса) — французький і конголезький футболіст, захисник іспанського клубу «Вільярреал».

## Клубна кар'єра

### Ранні роки
Народився у Кіншасі (Демократична Республіка Конго), у віці п'яти років разом з родиною переїхав до Франції. Свою футбольну кар'єру розпочав в французьких командах «Елан Шевійї Ларю» и «Лез-Юліс», а 2018 року приєднався к академії клубу «Сошо».

### «Манчестер Юнайтед»
В жовтні 2020 року в останній день трансферного вікна перейшов в англійський клуб «Манчестер Юнайтед». Сума трансферу становила 3,5 млн. фунтів. Через декілька тижнів перебування в клубі в товариському матчі проти «Солфорд Сіті» отримав серйозне ушкодження, через яке не грав упродовж одинадцяти місяців. Відновився у вересні 2021 року, зігравши проти команди «Бірмінгем Сіті» до 18 років, що завершився перемогою «Юнайтед» з рахунком 8–2. В жовтні 2021 року підписав свій перший професіональний контракт з «Манчестер Юнайтед».
17 грудня 2023 року вперше потрапив в заявку «Манчестер Юнайтед» на матч Прем'єр-ліги проти «Ліверпуля». 23 грудня дебютував в першій команді «Манчестер Юнайтед», вийшовши в стартовому складі в матчі Прем'єр-ліги проти «Вест Гем Юнайтед». Вийшов у центрі захисту замість травмованого Рафаеля Варана у парі з Джонні Евансом (чотири гравці основного складу «Юнайтед» пропускали цей матч через травму або хворобу). Став 248-м випускником академії «Манчестер Юнайтед», що дебютував за основну команду, і четвертим під керівництвом головного тренера Еріка тен Хага. Всього у своєму дебютному сезоні провів 10 поєдинків за «Манчестер Юнайтед».

### «Вільярреал»
15 липня 2024 року перейшов в іспанський клуб Ла-Ліги «Вільярреал», підписавши п'ятирічний контракт. Сума трансферу з додатковими бонусами становила близько 12,5 млн євро. 23 серпня дебютував за «Вільярреал» в матчі Ла-Ліги проти «Севільї», вийшовши в стартовому складі.

## Кар'єра в збірній
Виступав за збірну збірну Франції до 16 років і був її капітаном.

## Статистика виступів
Станом на 18 травня 2025 
| Клуб              | Сезон             | Чемпіонат         | Чемпіонат | Чемпіонат | Кубок | Кубок | Кубок ліги | Кубок ліги | Єврокубки | Єврокубки | Інші  | Інші | Всього | Всього |
| Клуб              | Сезон             | Дивізіон          | Матчі     | Голи      | Матчі | Голи  | Матчі      | Голи       | Матчі     | Голи      | Матчі | Голи | Матчі  | Голи   |
| ----------------- | ----------------- | ----------------- | --------- | --------- | ----- | ----- | ---------- | ---------- | --------- | --------- | ----- | ---- | ------ | ------ |
| Манчестер Юнайтед | 2023–24           | Прем'єр-ліга      | 8         | 0         | 2     | 0     | 0          | 0          | 0         | 0         | 0     | 0    | 10     | 0      |
| Вільярреал        | 2024–25           | Ла-Ліга           | 18        | 0         | 2     | 0     | —          | —          | 0         | 0         | 0     | 0    | 20     | 0      |
| Всього за кар'єру | Всього за кар'єру | Всього за кар'єру | 26        | 0         | 4     | 0     | 0          | 0          | 0         | 0         | 0     | 0    | 30     | 0      |

## Досягнення
«Манчестер Юнайтед»
- Володар Кубка Англії: 2023–24[21]